# Castrul roman de la Tihău
Castrul roman se găsește pe teritoriul localității Tihău, județul Sălaj, Transilvania, în locul numit Grădiște. 